# Zubchataja
Zubchataja är ett berg i Antarktis. Det ligger i Östantarktis. Australien gör anspråk på området. Toppen på Zubchataja är 1 691 meter över havet.
Terrängen runt Zubchataja är huvudsakligen en högslätt. Trakten är obefolkad. Det finns inga samhällen i närheten.